# 近衛実香
近衛実香（このえ さねよし、弘長元年（1261年） - 正中2年（1325年）4月19日）は、鎌倉時代後期の公卿。徳大寺家庶流近衛家3代当主。

## 官歴
- 建治元年（1275年）：侍従
- 弘安2年（1279年）：従五位下
- 弘安5年（1282年）：正五位下
- 弘安7年（1284年）：従四位下、右近少将
- 弘安10年（1286年）：左近中将
- 正応2年（1289年）：正四位下
- 正安2年（1300年）：補蔵人頭
- 正安3年（1301年）：参議
- 乾元元年（1302年）：従三位、丹波権守
- 嘉元3年（1304年）：右近中将
- 徳治2年（1307年）：正三位、権中納言
- 延慶2年（1309年）：従二位
- 正和元年（1312年）：正二位
- 文保2年（1318年）：大宰権帥
- 元亨2年（1322年）：兵部卿

## 系譜
- 父：近衛公敦
- 子：近衛公量